# Hohenbergiopsis guatemalensis
Genre
Espèce
Classification phylogénétique
Statut de conservation UICN

 EN B2ab(ii,iii) : En danger
Hohenbergiopsis guatemalensis est une espèce de plantes de la famille des Bromeliaceae, monotypique dans son genre et qui se rencontre au Guatemala et au Mexique, dans les États d'Oaxaca et du Chiapas.

### Hohenbergiopsis guatemalensis
- (en) Catalogue of Life : Hohenbergiopsis guatemalensis (L.B.Sm.) L.B.Sm. & Read (consulté le 18 décembre 2020)
- (en) NCBI : Hohenbergiopsis guatemalensis (taxons inclus)